# Сім вулканів світу
Сім вулка́нів сві́ту (англ. Volcanic Seven Summits) — найвищі вулкани семи частин світу (Північна та Південна Америка умовно рахуються окремо), подібно до списку «Семи вершин» — найвищих гір (незалежно від геологічного походження) на всіх континентах. При прив'язці вершин до континентів (материків), окремо рахуються Європа та Азія. Залежно від визначення меж континентів список вулканів може змінюватися.

## Визначення
Через різні підходи до визначення континентальних кордонів (геологічні, географічні, геополітичні) є кілька варіантів того, що той, чи інший найвищий вулкан, на кожному із континентів, буде включений до списку «Семи вулканів світу». Число сім континентів прийнято тут на основі континентальної моделі, яка використовується в Західній Європі та Сполучених Штатах. Визначення континентів і їх кордонів, приймається тут за геолого-географічним принципом, а не геополітичним.
Додаткова складність у визначенні найвищої вулканічної вершини є необхідність визначити, що саме являє собою вулкан і який основний фактор, який повинен враховуватися стосовно будь-якої не вулканічної гори для того, щоб кваліфікувати її. До списку повинні включатися гори, які виникли завдяки процесам виверження (вулканізму), а не просто складаються з вулканічних порід, які були утворені іншими геологічними процесами. Крім того, цей список має включати тільки оригінальні вулканічні гори, а не дрібні виливи лави, які сталися на поверхні Землі у високогірних районах.

### Африка, Північна Америка, Антарктида
Жодних серйозних розбіжностей по визначенню найвищих вулканів в Африці, Північній Америці та Антарктиді, відповідно: Кіліманджаро (5892 м), Орісаба (5636 м) і Сідлей (4181 м), не існує.

### Австралія
Хоча на австралійському материку є кілька невеликих вулканів, але на острові Нова Гвінея, який є невід'ємною частиною австралійського континенту (Австралія та Океанія) і це засвідчують численні наукові статті, написані в 1970-х і 1980-х роках, в Папуа Нова Гвінея є найвищий вулкан цього континенту — Гілуве (4367 м), на відміну від більш високих гір Нової Гвінеї, які є все ж не вулканічного походження.
Навіть якщо кордони континенту розширити за рахунок Нової Зеландії та Полінезії (включаючи Гаваї), Гілуве залишається найвищим вулканом, оскільки він перевищує висоту Мауна-Кеа (4205 м) на Гаваях і будь-який вулкан в Новій Зеландії.

### Європа
Відповідно до загальноприйнятих положень, географічна межа між Європою і Азією проходить по хребту Уральських гір в центральній частині Росії і Кавказу, уздовж південного кордону Росії. Масивний подвійний гостроверхий стратовулкан Ельбрус (5642 м) підноситься на північ від хребтів Кавказу, тому є найвищою вершиною у Європі, а також найвищим вулканом.
Деякі геологи, проте, вважають Кумо-Маничську западину, як геологічний кордон між Азією і Європою. Таке визначення відносить Ельбрус в Азію, що робить його найвищим вулканом Азії (див. нижче), при цьому найвищим вулканом у Європі буде Етна (~3350 метрів, активний стратовулкан на острові Сицилія, Італія). Вулкан Тейде (3718 м) на Канарських островах, хоча і вищий за Етну і знаходиться на території європейської країни (Іспанія), розглядатися не може, тому що геологічно Канарські острови належать до Африканського континенту.

### Південна Америка
Аконкагуа, найвища вершина в Південній Америці і найвища вершина в Західній півкулі, довгий час вважалося вулканом, але в даний час науковці прийшли до однозначного висновку, що гора хоч і складається з породи вулканічного походження, але була сформована не вулканічними процесами, а підняттям породи в результаті геологічних процесів не пов'язаних із вулканізмом, так що це не вулкан.
Попри те, топографічні карти Чилі та Аргентини в межах області, яка містить найвищі вершини мають низьку точність, помилки у багатьох випадках можуть перевищувати 100 метрів (330 футів), науковці прийшли до однозначного висновку, який базується на найбільш останніх вимірах, що гора Охос-дель-Саладо (6893 м), є другою найвищою вершиною і найвищим вулканом у Південній Америці, і що він значно вищий, ніж вулкан Монте-Піссіс (6793 м).

### Азія
Найбільша проблемна ситуація склалася при формуванні списку «Сім вулканів» в Азії. Вулкан Демавенд (5610 м) є дуже великий ізольований стратовулкан з відносною висотою більш ніж 4600 метрів. Але на північному заході Тибету, знаходиться вулкан Куньлунь, який має 70 добре збережених пірокластичних конусів, найвищий з них із ймовірною висотою до 5808 метрів. (35°30′ пн. ш. 80°12′ сх. д. / 35.5° пн. ш. 80.2° сх. д.). Проте, ця інформація вкрай суперечлива і мало ймовірна, вулкан малодосліджений.

## Список вулканів
| Вулкан                      | Висота (м) | Масив                               | Континент           | Країна            |
| --------------------------- | ---------- | ----------------------------------- | ------------------- | ----------------- |
| Охос-дель-Саладо            | 6893       | Анди                                | Південна Америка    | Чилі, Аргентина   |
| Кіліманджаро* (Вулкан Кібо) | 5892       | Масив Кіліманджаро                  | Африка              | Танзанія          |
| Ельбрус*                    | 5642       | Кавказ                              | Європа              | Росія             |
| Орісаба                     | 5636       | Трансмексиканський вулканічний пояс | Північна Америка    | Мексика           |
| Демавенд                    | 5610       | Ельбурс                             | Азія                | Іран              |
| Гілуве                      | 4367       | Центральний хребет                  | Австралія і Океанія | Папуа Нова Гвінея |
| Сідлей                      | 4181       | Виконавчий комітет                  | Антарктида          | —                 |

Примітка: * Вулкани Кіліманджаро та Ельбрус також входять у список «Сім вершин» відповідно по Африці і Європі, а вулкан Охос-дель-Саладо — входить у список «Сім других вершин» по Південній Америці.

## Сім других вулканів

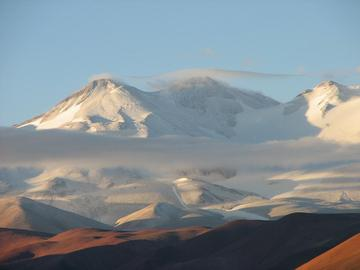
Вулкан Монте-Піссіс в Аргентині

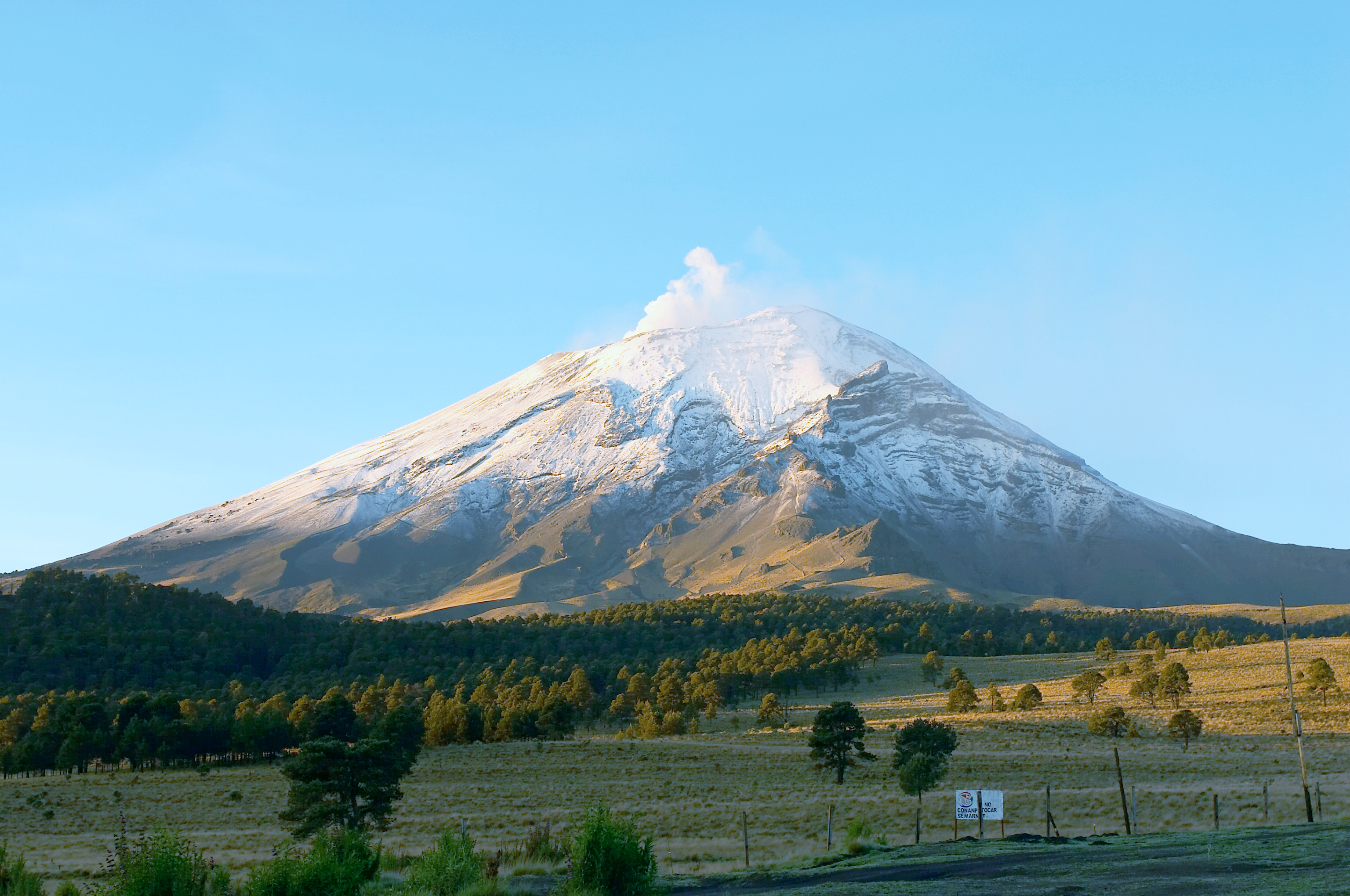
Вулкан Попокатепетль

Визначити другий за висотою вулкан («Сім других вулканів») на кожному із континентів, трохи складніше, через різні підходи до визначення кордонів континентів, точності й помилки у вимірюваннях. З більш-менш ймовірністю можна вважати, що гора Кенія є другим за висотою вулканом в Африці, Попокатепетль — в Північній Америці та Еребус — в Антарктиді, а також Монте-Піссіс — у Південній Америці та Арарат — в Азії.
Найбільша проблема в Австралії/Океанії. Вулкан Гаґен в Папуа Новій Гвінеї є, безумовно, другим за величиною вулканом на Австралійському континенті, але при розширенні континентального визначення, що охоплює всю Океанію і Полінезію (включаючи Гаваї), Гаґен посідає «тільки» 4-те місце, поступаючись також Мауна-Кеа (4205 м) і Мауна-Лоа (4168 м), на Гаваях.
Що стосується Європи, то Казбек тут другий за величиною вулкан. Він розташований на кордоні Росії (Північна Осетія) та Грузії, європейський статус останньої іноді заперечується, але вулкан знаходиться на європейській частині вододілу Кавказу, а річка Терек, яка є основною водною артерією у цьому районі, огинає гору дугою, протікає на заході, півдні та сході від неї і несе свої води на північ в європейську частину Росії.

## Список других вулканів
| Вулкан         | Висота (м) | Масив                               | Континент        | Країна            |
| -------------- | ---------- | ----------------------------------- | ---------------- | ----------------- |
| Монте-Піссіс   | 6793       | Анди                                | Південна Америка | Аргентина         |
| Попокатепетль  | 5452       | Трансмексиканський вулканічний пояс | Північна Америка | Мексика           |
| Кенія (Батіан) | 5199       | Гора Кенія                          | Африка           | Кенія             |
| Арарат         | 5137       | Вірменське нагір'я                  | Азія             | Туреччина         |
| Казбек         | 5033       | Кавказ                              | Європа           | Грузія, Росія     |
| Мауна-Кеа      | 4205       | Гаваї                               | Океанія          | США               |
| Еребус         | 3794       | Острів Росса                        | Антарктида       | —                 |
| Гаґен          | 3778       | Хребет Гаґен                        | Австралія        | Папуа Нова Гвінея |

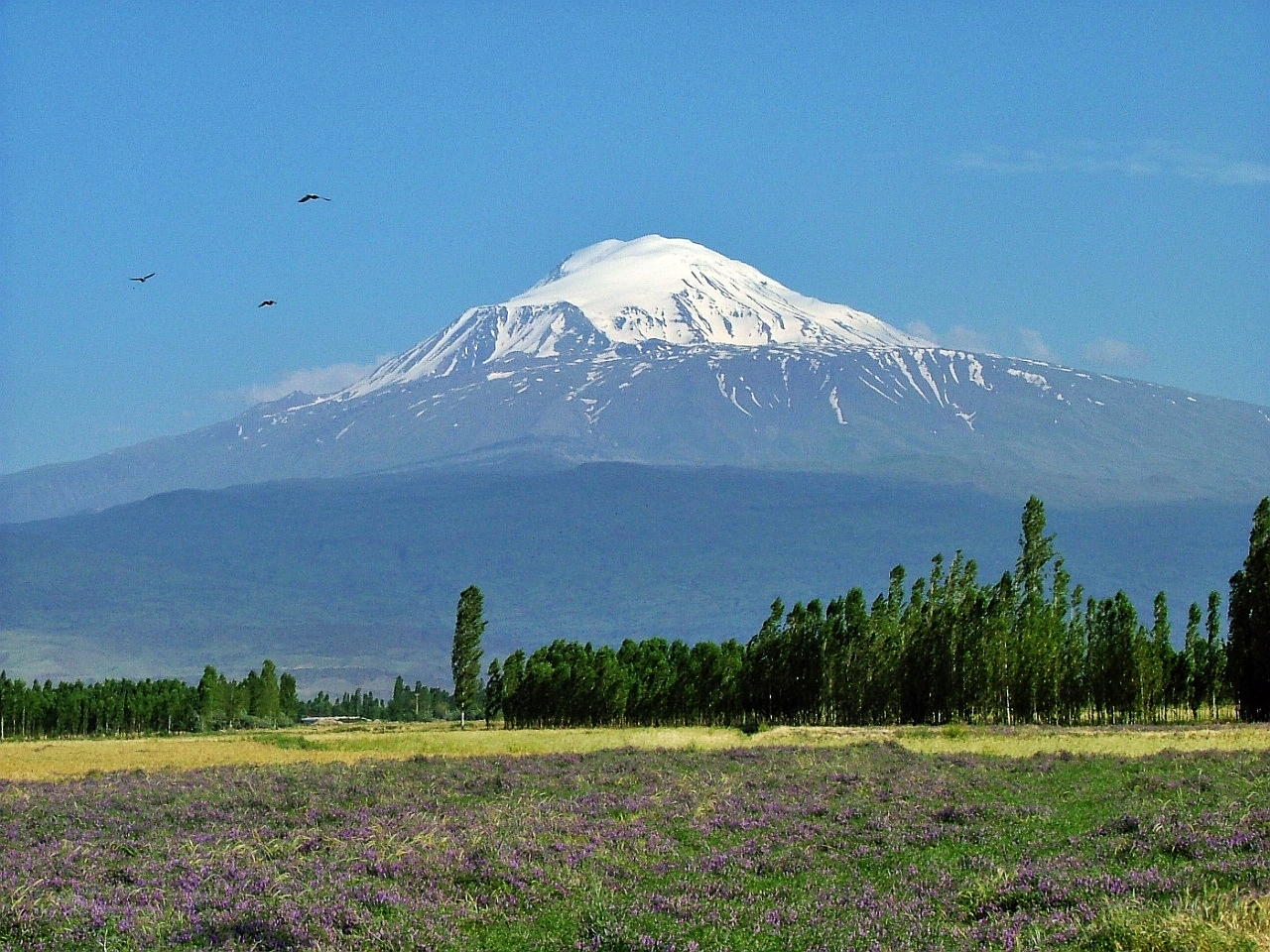
Вулкан Арарат

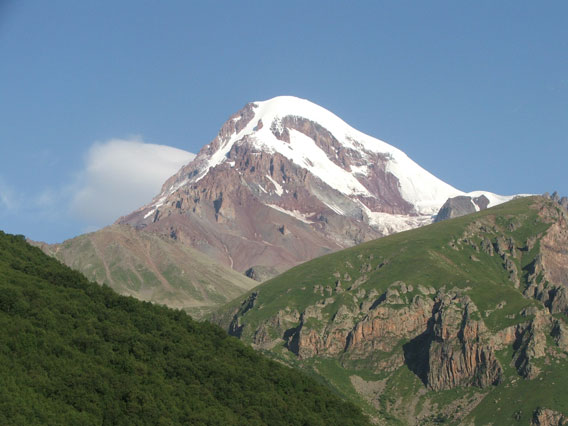
Вулкан Казбек

1 ↑  Вулкан Кенія також входить у список «Сім других вершин» по континенту Африка.

2 ↑  Територія Росса — територіальні претензії Нової Зеландії, які однак, не визнаються міжнародною спільнотою.